# Matt Hilton
Matt Hilton es un personaje ficticio de la serie de televisión australiana Cops: L.A.C., interpretado por el actor Damian de Montemas desde el 2 de septiembre de 2010, hasta el 11 de noviembre del mismo año cuando finalizó la serie.

## Antecedentes
Matt es curioso por naturaleza, un poco ortodoxo pero talentoso. Desde que puede recordar siempre ha querido ser un policía forense. 
Después de completar un grado en ciencias como el mejor de su clase, Matt se unió al Cuerpo de Policía, gracias a su inteligencia y habilidad pronto se convirtió en detective y más tarde se unió al Grupo de Servicios Forenses primero como científico de laboratorio y después como experto de escenas del crimen "SOCO".

## Biografía
Mientras Matt es el SOCO más diligente y creativo, él vive en una casa con vista al mar. Matilda parece estar más a gusto en su casa escuchando a una banda de rock-country que en un laboratorio.
Con sus botas de vaquero, su signo particular, cuando Matt llega a la escena de un crimen siempre lo hace con estilo.
Matt es un hombre innatamente cómodo con su propia piel, sin embargo no muestra ninguna de sus excentricidades a los demás. Matt es quien es y no se disculpa por ello razón por la que siempre tiene encuentros con el detective Rhys Llewellyn.
Confiable y eficiente con una voluntad para pensar fuera de lo normal, Matt es un recurso invaluable para el escuadrón.

## Relaciones
Las mujeres adoran y consideran atractivo a Matt y el les agradece de la misma manera.

### Trabajo
- Rhys Llewellyn - No se lleva muy bien con Rhys debido a que ambos tienen una confianza arrogante.

- Samantha Cooper - Matt esta secretamente enamorado de la detective Samantha Cooper, y para él ella es la mujer perfecta.